# آيت عباد (أولاد الكورة)
آيت عباد هو دُوَّار يقع بجماعة سيدي بوموسى، إقليم تارودانت، جهة سوس ماسة في المملكة المغربية. ينتمي الدوّار لمشيخة أولاد الكورة التي تضم 14 دوار. يقدر عدد سكانه بـ 390 نسمة حسب الإحصاء الرسمي للسكان والسكنى لسنة 2004.

## وصلات خارجية
- البوابة الوطنية للجماعات الترابية
- المندوبية السامية للتخطيط